# Cestrum santanderianum
Cestrum santanderianum är en potatisväxtart som beskrevs av Francey. Cestrum santanderianum ingår i släktet Cestrum och familjen potatisväxter. Inga underarter finns listade i Catalogue of Life.